# 워들
워들(Wordle)은 웨일스의 소프트웨어 엔지니어 조시 워들(Josh Wardle)이 개발한 영어 단어 맞히기 게임이다. 게임 이름은 '단어'를 뜻하는 Word와 개발자 조시의 성 Wardle을 섞어 지은 것이다.
2021년 11월 1월, 플레이어가 90명으로 집계되었다. 이후 12월 말부터 각종 SNS상에서 바이럴되며 인기를 얻어 2022년 1월 2일 기준 플레이어 30만 명 이상으로 집계되었다. 2022년 1월, 뉴욕 타임스 컴퍼니에 의해 인수되었다.

## 플레이 방법
게임의 궁극적인 목표는 프로그램이 원하는 다섯 글자 영어 단어를 추측해 맞히는 것이다. 플레이어는 6번의 기회가 주어지며, 각 시행마다 온전한 다섯 글자 단어를 제출하면 된다. 게임 시작시 공백의 30칸짜리 퍼즐판이 나타난다. 정답 단어는 24시간마다 갱신되며, 모든 플레이어에게 동일하게 적용된다. 정답 단어는 미국 영어 스펠링을 따른다.
플레이어가 답안을 제출하면 프로그램이 정답과 제출된 단어의 각 알파벳 종류와 위치를 비교해 판별한다. 판별 결과는 흰색의 타일이 세 가지 색(초록/노랑/회색) 중 하나로 바뀌면서 표현된다. 모든 타일이 초록색으로 바뀌면 정답을 맞힌 것이다. (문서 소개틀에 첨부된 그림 참고. 예시 정답: REBUS)
- 초록색: 정답 단어의 알파펫 종류와 위치가 모두 일치 (예시 - 3차 시행: RULES / 정답: REBUS)
- 노란색: 정답 단어에 들어가는 알파펫이지만 위치가 불일치 (예시 - 3차 시행: RULES / 정답: REBUS)
- 회색: 정답 단어에 없는 알파벳 (예시 - 3차 시행: RULES / 정답: REBUS)